# Liste der Schrotholzkirchen in Österreichisch-Schlesien
Diese Liste führt Holzkirchen im ehemaligen Österreichisch-Schlesien und in Mähren auf, einschl. des ehemaligen Herzogtums Teschen. Diese Region gliedert sich gegenwärtig in die polnische Woiwodschaft Schlesien und die tschechischen Regionen Mährisch-Schlesischer Kreis, Olmützer Kreis und Zliner Kreis.

## Woiwodschaft Schlesien

### Powiat Bielski(Kreis Bielitz)
| Lage                                                                        | Objekt                                            | Beschreibung | NID-Nr.               | Bild           |
| --------------------------------------------------------------------------- | ------------------------------------------------- | --- | --------------------- | -------------- |
| Cyprysowa 27, 43-310 Bielsko-Biała, OT Mikuszowice (Nickelsdorf) (Standort) | Barbarakirche in Bielsko-Biała                    | 1690 errichtet () | A/2/76 (ID: 639003)   | weitere Bilder |
| Bielowicko 84, 43-386 Bielowicko (Standort)                                 | Laurentiuskirche in Bielowicko                    | 1701 errichtet () | A/140/76 (ID: 638625) | weitere Bilder |
| Międzyrzecze Górne 44, 43-392 Międzyrzecze Górne (Standort)                 | ehem. Holzkirche St. Martin in Międzyrzecze Górne | Kreuz an der Stelle der ehem. Holzkirche (1522 errichtet); 1993 durch Brand zerstört, 1996 daneben neue Kirche aus Stein erbaut () |                       | weitere Bilder |
| Ks. Wojtyłki 3, 43-330 Stara Wieś (Altdorf) (Standort)                      | Kreuzkirche in Stara Wieś                         | Holzkirche 1522 errichtet, Turm im 17. jh. angebaut, umgeben von einem Friedhof ()                                                 | A/363/78 (ID: 638695) | weitere Bilder |
| Kolorowa 1, 43-370 Szczyrk (Schirk) (Standort)                              | Jakobskirche in Szczyrk                           | im 18./19. Jh. errichtet () | A/195/77 (ID: 638692) | weitere Bilder |

### Powiat Cieszyński(Kreis Teschen)
| Lage                                                                                                   | Objekt                                                  | Beschreibung                                                                                 | NID-Nr.                  | Bild                                           |
| --- | ------------------------------------------------------- | -------------------------------------------------------------------------------------------- | ------------------------ | ---------------------------------------------- |
| Istebna 955, 43-470 Istebna (Standort)                                                                 | Kirche der Mutter Gottes von Fatima in Istebna-Stecówka | 1957 - 1958 errichtet ()                                                                     |                          | weitere Bilder                                 |
| 43-470 Istebna, gegenüber Istebna 1296 (Standort)                                                      | Josefskirche in Istebna-Mlaskawka                       | 1947 errichtet ()                                                                            |                          | weitere Bilder                                 |
| Park Krajobrazowy Beskidu Śląskiego, 43-470 Istebna (Istebna-Kubalonka), neben Istebna 1100 (Standort) | Kreuzerhöhungskirche in Istebna-Kubalonka               | 1779 errichtet; 1958 aus Przyszowice (Preiswitz) übertragen ()                               | A/1037/2022 (ID: 639453) | weitere Bilder                                 |
| Harcerska 28, 43-117 Kaczyce (Katschitz) (Standort)                                                    | Kreuzerhöhungskirche in Kaczyce                         | im 16./17. Jh. errichtet (um 1620 in Ruptawa (Ruptau)); 1972 übertragen ()                   | A/563/2019 (ID: 639581)  | weitere Bilder                                 |
| Kończyce Wielkie (Groß Kuntschitz) (Standort)                                                          | Michaelkirche in Kończyce Wielkie                       | 1777 errichtet                                                                               |                          | Michaelkirche in Kończyce Wielkie              |
| Ustroń-Nierodzim (Ustron-Nierodzim) (Standort)                                                         | Annenkirche in Ustroń                                   | 1769 errichtet                                                                               |                          | Annenkirche in Ustroń                          |
| Wisła (Weichsel) (Standort)                                                                            | Kapelle in Wisła-Czarne                                 | Kapelle der Hl. Hedwig von Schlesien am ehem. Präsidenten-Schloss                            |                          | Kapelle in Wisła-Czarne                        |
| Wisła (Weichsel) (Standort)                                                                            | Schrotholzturm der Kreuzkirche in Wisła-Głębce          | 1982 nur Turm der abgetragenen Marienkirche (1585) aus Połomia (Powiat Wodzisław) übertragen |                          | Schrotholzturm der Kreuzkirche in Wisła-Głębce |
| Zamarski (Zamarsk) (Standort)                                                                          | Rochuskirche in Zamarski                                | 1731 errichtet, Turm aus 16. Jh.                                                             |                          | Rochuskirche in Zamarski                       |

## Tschechien(MährenundSchlesien)

### Moravskoslezský kraj(Mährisch-Schlesischer Kreis)

#### Okres Frýdek-Místek(Bezirk Friedeck-Mistek)
|  | Friedrichkirche in Bílá (Lage) Lage: Bílá (Bila) Errichtet: 1875 |

|  | Kreuzkirche in Bystřice nad Olší (Lage) Lage: Bystřice nad Olší (Bistrzitz) Errichtet: |

|  | Fronleichnamskirche in Guty (Lage) Lage: Guty (Gutty) Errichtet: 1563 in der Nacht vom 1. zum 2. August 2017 bis auf die Grundmauern niedergebrannt |

|  | Kyrill-und-Method-Kirche in Hrčava (Lage) Lage: Hrčava (Hertschawa) Errichtet: |

|  | Prokop-und-Barbara-Kirche in Kunčice pod Ondřejníkem (Lage) Lage: Kunčice pod Ondřejníkem (Kunzendorf) Errichtet: |

|  | Nikolauskirche in Nýdek (Lage) Lage: Nýdek (Niedek) Errichtet: 1578, umgebaut 1894 |

|  | Michaelskirche in Řepiště (Lage) Lage: Řepiště (Repischt) Errichtet: 1654 |

|  | Allerheiligenkirche in Sedliště (Lage) Lage: Sedliště (Sedlischt) Errichtet: 1305, erneuert 1638 |

|  | Maria-Hilf-Kirche auf dem Gruň bei Staré Hamry (Lage) Lage: Staré Hamry (Althammer) Errichtet: |

|  | Antonius-von-Padua-Kirche auf Malá Prašivá in Vyšní Lhoty (Lage) Lage: Vyšní Lhoty (Ober Ellgoth) Errichtet: 1640 |

#### Okres Karviná(Bezirk Karwin)
|  | Peter-Paul-Kirche in Albrechtice (Lage) Lage: Albrechtice (Albersdorf) Errichtet: 1766 |

|  | Himmelfahrtskirche in Dolní Marklovice (Lage) Lage: Dolní Marklovice (Nieder Marklowitz), OT von Petrovice u Karviné (Petrowitz bei Freistadt) Errichtet: 16. Jh. |

#### Okres Nový Jičín(Bezirk Neu Titschein)
|  | Andreaskirche in Hodslavice (Lage) Lage: Hodslavice (Hotzendorf) Errichtet: 1551 |

#### Okres Opava(Bezirk Troppau)
|  | Peter-Paul-Kirche in Hněvošice (Lage) Lage: Hněvošice (Schreibersdorf) bei Opava (Troppau) Errichtet: 1730 |

#### Ostrava(Mährisch-Ostrau)
|  | Katharinenkirche in Hrabová (Lage) Lage: Hrabová (Grabau), OT von Ostrava Errichtet: 1564, restauriert 1659 |

### Olomoucký kraj(Olmützer Kreis)

#### Okres Přerov(Bezirk Prerau)
|  | Johanneskirche in Lipná (Lage) Lage: Lipná (Lindau), OT von Potštát (Bodenstadt) Errichtet: um 1746 |

#### Okres Šumperk(Bezirk Mährisch Schönberg)
|  | Johannes-von-Nepomuk-Kirche in Klepáčov (Lage) Lage: Klepáčov (Kleppel) Errichtet: 1783 |

|  | Michaelkirche in Maršíkov (Lage) Lage: Maršíkov (Marschendorf) bei Velké Losiny (Groß Ullersdorf) Errichtet: 1609 |

|  | Martinskirche in Žárová (Lage) Lage: Žárová (Neudorf) bei Velké Losiny (Groß Ullersdorf) Errichtet: 1610 |

### Zlínský kraj(Zliner Kreis)

#### Okres Vsetín(Bezirk Wsetin)
|  | Evang. Schrotholzkirche in Rožnov pod Radhoštěm (Lage) Lage: Rožnov pod Radhoštěm (Rosenau unter dem Radhoscht) Errichtet: |

|  | Schrotholzkirche in Rožnov pod Radhoštěm (Lage) Lage: Rožnov pod Radhoštěm (Rosenau unter dem Radhoscht) Errichtet: im Walachischen Freilichtmuseum |

|  | Ehem. Toleranzbethaus in Rožnov pod Radhoštěm (Lage) Lage: Rožnov pod Radhoštěm (Rosenau unter dem Radhoscht) Errichtet: im Walachischen Freilichtmuseum |

|  | Dreifaltigkeitskirche in Valašské Meziříčí (Lage) Lage: Valašské Meziříčí (Walachisch Meseritsch) Errichtet: 16. Jh. |

|  | Evang. Schrotholzkirche in Velká Lhota (Lage) Lage: Velká Lhota (Groß Lhota) Errichtet: |

|  | Maria-Schnee-Kirche in Velké Karlovice (Lage) Lage: Velké Karlovice (Groß Karlowitz) Errichtet: 1752 |